# 吉田泰一郎
吉田 泰一郎（よしだ たいいちろう、1910年〈明治43年〉9月7日 - 2001年〈平成13年〉7月29日）は、日本の政治家。奈良県大和郡山市長（5期）。

## 経歴
福岡県出身。1937年〈昭和12年〉東京高等師範学校（現筑波大学）体育科卒。大阪府天王寺師範学校（のち大阪第一師範学校→大阪学芸大学大阪第一師範学校→大阪学芸大学学芸学部、現在の大阪教育大学教育学部）訓導、堺市視学体育主事、東京文理科大学助手、奈良県立医学専門学校（現奈良県立医科大学）教授などを経て。1951年〈昭和26年〉奈良県庁に入る。民生部児童課長、同厚生課長、厚生労働部長、社会保険大和郡山総合病院（現JCHO大和郡山病院）事務長、大和郡山市助役となる、1969年〈昭和44年〉大和郡山市長に当選。市長を5期務め、1989年〈平成元年〉の市長選挙で落選、市長を退任した。2001年〈平成13年〉死去。